# Innervision
Innervision — пісня гурту «System of a Down», яка була випущена окремим синглом у 2002 році, компанією American Recordings.

## Трек-лист
| #  | Назва         | Автор слів      | Автор музики    | Тривалість |
| -- | ------------- | --------------- | --------------- | ---------- |
| 1. | «Innervision» | Танкян, Малакян | Малакян, Танкян | 2:35       |